# Albert Webster
Albert Webster (* 25. Mai 1925; † 20. Juni 2010 in Leiston) war ein britischer Mittelstreckenläufer, der sich auf die 800-Meter-Distanz spezialisiert hatte.
Bei den Olympischen Spielen 1952 in Helsinki wurde er Fünfter in 1:50,2 min. Im Halbfinale hatte er seine persönliche Bestzeit von 1:50,1 min aufgestellt. 